# Municipio de Elgin (Dakota del Norte)
El municipio de Elgin (en inglés: Elgin Township) es un municipio ubicado en el condado de Cavalier en el estado estadounidense de Dakota del Norte. En el año 2010 tenía una población de 242 habitantes y una densidad poblacional de 2,71 personas por km².

## Geografía
El municipio de Elgin se encuentra ubicado en las coordenadas 48°45′14″N 98°25′12″O / 48.75389, -98.42000. Según la Oficina del Censo de los Estados Unidos, el municipio tiene una superficie total de 89.36 km², de la cual 88,64 km² corresponden a tierra firme y (0,8 %) 0,71 km² es agua.

## Demografía
Según el censo de 2010, había 242 personas residiendo en el municipio de Elgin. La densidad de población era de 2,71 hab./km². De los 242 habitantes, el municipio de Elgin estaba compuesto por el 97,52 % blancos, el 1,65 % eran amerindios, el 0,41 % eran asiáticos y el 0,41 % eran de una mezcla de razas. Del total de la población el 1,65 % eran hispanos o latinos de cualquier raza.